# Монтросс, Эрик
Эрик Скотт Монтросс (англ. Eric Scott Montross; 23 сентября 1971, Индианаполис — 17 декабря 2023, Чапел-Хилл, Северная Каролина) — американский профессиональный баскетболист.

## Ранние годы
Эрик Монтросс родился в городе Индианаполис (штат Индиана), учился в Индианаполисской школе Лоуренс-Норт, в которой играл за местную баскетбольную команду. В 1994 году окончил Университет Северной Каролины в Чапел-Хилл, где в течение четырёх лет играл за команду «Северная Каролина Тар Хилз», в которой провёл успешную карьеру, набрав в итоге 1627 очков, 941 подбор, 86 передач, 63 перехвата и 169 блок-шотов, к тому же один раз помог выиграть своей команде регулярный чемпионат конференции Атлантического Побережья (1993), а также два раза — турнир конференции Атлантического Побережья (1991, 1994). Кроме того, «Тар Хилз» два раза (1991, 1993) выходили в финал четырёх студенческого чемпионата США, а в 1993 году стали чемпионами Национальной ассоциации студенческого спорта (NCAA).

## Карьера игрока
Играл на позиции центрового. В 1994 году был задрафтован «Бостоном» под общим девятым номером. Позже выступал за команды «Даллас Маверикс», «Нью-Джерси Нетс», «Филадельфия-76», «Детройт Пистонс» и «Торонто Рэпторс». Всего в НБА провёл восемь сезонов. Монтросс включался во вторую сборную новичков НБА (1995). Два года подряд включался во вторую всеамериканскую сборную NCAA (1993—1994). Всего за карьеру в НБА провел 465 игр, в которых набрал 2071 очко (в среднем 4,5 за игру), совершил 2159 подборов, 207 передач, 122 перехвата и 275 блок-шотов.
В 1991 году Монтросс выиграл в составе сборной США бронзовые медали Панамериканских игр в Гаване.

## Статистика

### Статистика в НБА
| Сезон                                                                                    | Команда     | Регулярный сезон | Регулярный сезон | Регулярный сезон | Регулярный сезон | Регулярный сезон | Регулярный сезон | Регулярный сезон | Регулярный сезон | Регулярный сезон | Регулярный сезон | Регулярный сезон | Серия плей-офф | Серия плей-офф | Серия плей-офф | Серия плей-офф | Серия плей-офф | Серия плей-офф | Серия плей-офф | Серия плей-офф | Серия плей-офф | Серия плей-офф | Серия плей-офф |
| Сезон                                                                                    | Команда     | GP               | GS               | MPG              | FG%              | 3P%              | FT%              | RPG              | APG              | SPG              | BPG              | PPG              | GP             | GS             | MPG            | FG%            | 3P%            | FT%            | RPG            | APG            | SPG            | BPG            | PPG            |
| ---------------------------------------------------------------------------------------- | ----------- | ---------------- | ---------------- | ---------------- | ---------------- | ---------------- | ---------------- | ---------------- | ---------------- | ---------------- | ---------------- | ---------------- | -------------- | -------------- | -------------- | -------------- | -------------- | -------------- | -------------- | -------------- | -------------- | -------------- | -------------- |
| 1994/95                                                                                  | Бостон      | 78               | 75               | 29,7             | 53,4             | 0,0              | 63,5             | 7,3              | 0,5              | 0,4              | 0,8              | 10,0             | 4              | 4              | 15,5           | 45,5           | -              | 50,0           | 2,3            | 0,0            | 0,0            | 0,0            | 3,3            |
| 1995/96                                                                                  | Бостон      | 61               | 59               | 23,5             | 56,6             | -                | 37,6             | 5,8              | 0,7              | 0,3              | 0,5              | 7,2              | Не участвовал  | Не участвовал  | Не участвовал  | Не участвовал  | Не участвовал  | Не участвовал  | Не участвовал  | Не участвовал  | Не участвовал  | Не участвовал  | Не участвовал  |
| 1996/97                                                                                  | Даллас      | 47               | 46               | 20,9             | 46,0             | -                | 29,4             | 5,0              | 0,7              | 0,2              | 0,7              | 3,9              | Не участвовал  | Не участвовал  | Не участвовал  | Не участвовал  | Не участвовал  | Не участвовал  | Не участвовал  | Не участвовал  | Не участвовал  | Не участвовал  | Не участвовал  |
| 1996/97                                                                                  | Нью-Джерси  | 31               | 31               | 27,2             | 45,1             | -                | 39,3             | 9,1              | 0,9              | 0,4              | 1,3              | 5,1              | Не участвовал  | Не участвовал  | Не участвовал  | Не участвовал  | Не участвовал  | Не участвовал  | Не участвовал  | Не участвовал  | Не участвовал  | Не участвовал  | Не участвовал  |
| 1997/98                                                                                  | Филадельфия | 20               | 20               | 16,9             | 39,5             | -                | 36,8             | 4,6              | 0,4              | 0,4              | 0,6              | 3,4              | Не участвовал  | Не участвовал  | Не участвовал  | Не участвовал  | Не участвовал  | Не участвовал  | Не участвовал  | Не участвовал  | Не участвовал  | Не участвовал  | Не участвовал  |
| 1997/98                                                                                  | Детройт     | 28               | 10               | 12,6             | 45,6             | -                | 42,9             | 3,8              | 0,1              | 0,2              | 0,5              | 2,5              | Не участвовал  | Не участвовал  | Не участвовал  | Не участвовал  | Не участвовал  | Не участвовал  | Не участвовал  | Не участвовал  | Не участвовал  | Не участвовал  | Не участвовал  |
| 1998/99                                                                                  | Детройт     | 46               | 2                | 12,5             | 52,5             | 0,0              | 34,4             | 3,0              | 0,3              | 0,3              | 0,6              | 2,1              | 5              | 0              | 14,0           | 50,0           | -              | 50,0           | 2,6            | 0,0            | 0,0            | 0,4            | 1,4            |
| 1999/00                                                                                  | Детройт     | 51               | 0                | 6,5              | 30,9             | -                | 50,0             | 1,4              | 0,1              | 0,1              | 0,2              | 0,8              | 2              | 0              | 2,5            | -              | -              | -              | 1,0            | 0,0            | 0,0            | 0,0            | 0,0            |
| 2000/01                                                                                  | Детройт     | 42               | 20               | 13,5             | 41,3             | -                | 26,9             | 3,4              | 0,4              | 0,2              | 0,5              | 2,5              | Не участвовал  | Не участвовал  | Не участвовал  | Не участвовал  | Не участвовал  | Не участвовал  | Не участвовал  | Не участвовал  | Не участвовал  | Не участвовал  | Не участвовал  |
| 2000/01                                                                                  | Торонто     | 12               | 1                | 6,8              | 35,3             | -                | 20,0             | 2,4              | 0,3              | 0,3              | 0,3              | 1,1              | 5              | 0              | 6,2            | 40,0           | -              | -              | 2,0            | 0,2            | 0,0            | 0,6            | 0,8            |
| 2001/02                                                                                  | Торонто     | 49               | 24               | 13,4             | 40,2             | 0,0              | 32,3             | 2,9              | 0,3              | 0,2              | 0,5              | 2,4              | Не участвовал  | Не участвовал  | Не участвовал  | Не участвовал  | Не участвовал  | Не участвовал  | Не участвовал  | Не участвовал  | Не участвовал  | Не участвовал  | Не участвовал  |
|                                                                                          | Всего       | 465              | 288              | 18,2             | 49,0             | 0,0              | 47,8             | 4,6              | 0,4              | 0,3              | 0,6              | 4,5              | 16             | 4              | 10,5           | 45,5           | -              | 50,0           | 2,1            | 0,1            | 0,0            | 0,3            | 1,5            |
| Наведите курсор мыши на аббревиатуры в заголовке таблицы, чтобы прочесть их расшифровку. |             |                  |                  |                  |                  |                  |                  |                  |                  |                  |                  |                  |                |                |                |                |                |                |                |                |                |                |                |